# Castiglione della Pescaia
Castiglione della Pescaia (Castiglioni nel dialetto maremmano) è un comune italiano di 7 048 abitanti della provincia di Grosseto in Toscana. Posto nella Maremma Grossetana, per le qualità paesaggistiche ed i servizi offerti è noto per la sua vocazione turistica balneare.
Prima dell'apertura della ferrovia Pisa-Vada il centro e il suo porto ebbero un periodo di floridezza e di particolare notorietà tra il tardo Settecento e la metà dell'Ottocento.

## Geografia fisica

### Territorio
Il territorio comunale si estende dalle coste del Mar Tirreno, dove comprende anche l'Isolotto dello Sparviero e gli Scogli Porchetti, fino alle propaggini sud-occidentali e meridionali della catena collinare che da Poggio Ballone arriva al Poggio Petriccio e che costituisce l'appendice meridionale delle Colline Metallifere grossetane. Tra il litorale e l'area collinare vi è una vasta area pianeggiante della Maremma grossetana, parzialmente interessata da un'area palustre, totalmente inclusa nella riserva naturale Diaccia Botrona. Il litorale risulta prevalentemente basso e sabbioso, fatta eccezione per il piccolo promontorio di Punta Capezzolo, che divide l'abitato di Castiglione della Pescaia dalla località di Riva del Sole, e per l'intera area del promontorio di Punta Ala, che presentano entrambi coste alte e scogliose.
Il territorio comunale confina a nord con i comuni di Scarlino e Gavorrano, a est e a sud-est con il comune di Grosseto, mentre a ovest e a sud è bagnato dalle acque del Mar Tirreno.
Le località balneari si estendono attorno al livello del mare o a quote lievemente superiori, mentre nell'entroterra si segnalano i 184 metri s.l.m. di Buriano, i 335 metri s.l.m. di Vetulonia, mentre quote superiori si registrano nella frazione di Tirli e nei suoi dintorni.

#### Geologia
L'area in cui sorge gran parte del territorio comunale era quasi interamente occupata dal mare, anche durante il Pliocene, era geologica in cui vi fu l'orogenesi appenninica: l'area di Poggio Ballone rappresentava l'unica terra emersa, costituendo già all'epoca un imponente promontorio collegato alla terraferma soltanto alle estreme propaggini settentrionali.
Durante il Quaternario vi fu un graduale sollevamento degli originari fondali marini di circa trecento metri, fenomeno che creò le premesse per la formazione della pianura alluvionale lungo gli ultimi tratti dei fiumi Bruna ed Ombrone, creando così nuove terre emerse ed il ritiro del mare di decine di chilometri verso sud-ovest. Tra i due corsi d'acqua rimase tuttavia un vasto specchio d'acqua che non venne mai riempito, nonostante la formazione del cordone sabbioso a est di Castiglione della Pescaia, ove attualmente sorge la Pineta del Tombolo: tale area divenne di fatto un bacino lacustre salato, il lago Prile, la cui salinità venne sfruttata per la raccolta di sale fino al periodo tardo-medievale, epoca in cui divenne un'area palustre per l'intera perdita di salinità. Le bonifiche iniziate dai Lorena nel corso del XVIII secolo portarono alla bonifica dell'area malsana, causa della diffusione della malaria, con le varie opere di canalizzazione che hanno lasciato nella riserva naturale Diaccia Botrona ciò che resta dell'antico bacino lacustre.
Il territorio comunale si estende in un'area a bassissimo rischio sismico. Tra le maggiori scosse sismiche di cui si ha memoria storica:
- scossa del IV grado della scala Mercalli che venne registrata la notte del 25 agosto 1909: il suddetto terremoto ebbe il proprio epicentro molto profondo a Murlo (nella località della provincia di Siena l'evento raggiunse la magnitudo 5,40 della scala Richter e l'VIII grado della Mercalli).[8];
- scossa del V grado della Scala Mercalli, registrata alle ore 19.41 dell'8 settembre 1980, con epicentro in mare nella zona prospiciente la foce del fiume Ombrone.

Classificazione sismica: zona 4 (sismicità molto bassa), Ordinanza PCM 3274 del 20/03/2003

### Clima
Il clima è di tipo mediterraneo lungo il tratto costiero, pur risentendo parzialmente della vicinanza dei rilievi del massiccio collinare di Poggio Ballone che si eleva a nord della costa.
I 1527 GG registrati nel centro di Castiglione della Pescaia includono l'intero territorio comunale in zona D, consentendo l'accensione degli impianti di riscaldamento nel periodo 1º novembre-15 aprile per un massimo di 12 ore giornaliere.
In base ai dati medi disponibili per il trentennio 1951-1980 per l'unica stazione meteorologica situata all'interno del territorio comunale e di seguito riportati nella tabella, la temperatura media annua si aggira sui +13,3 °C ai 440 m s.l.m. di Tirli, mentre le precipitazioni medie annue registrate nella medesima località raggiungono gli 821 mm. Vista l'ubicazione della stazione meteorologica in piena area collinare, con le vette che creano effetto stau rispetto ai venti di scirocco, ostro e libeccio, lungo il tratto costiero le precipitazioni risultano sensibilmente inferiori mentre le temperature medie annue raggiungono i valori tipici del litorale maremmano.
| Località | Altitudine       | Temperatura media annua | Precipitazioni medie annue | Media di riferimento |
| -------- | ---------------- | ----------------------- | -------------------------- | -------------------- |
| Tirli    | 440 metri s.l.m. | 13,3 °C                 | 821 mm                     | 1951-1980            |

- Classificazione climatica: zona D, 1527 GG
- Diffusività atmosferica: alta, Ibimet CNR 2002

## Origini del nome
Le origini del toponimo risalgono a due distinte fasi del periodo alto-medievale. Nell'VIII secolo appariva la denominazione Castelione in riferimento all'insediamento delle Paduline situato presso l'argine del fiume, mentre in un documento dell'814 l'area del più antico insediamento romano delle Paduline risultava denominata Piscaria a Mare. Durante il periodo medievale risulta tuttavia prevalente l'utilizzo del toponimo Castelione anche in seguito alla dominazione pisana, mentre nelle epoche successive fu gradualmente introdotta anche la denominazione Pescaja, accostandola a quella più ricorrente.

## Storia

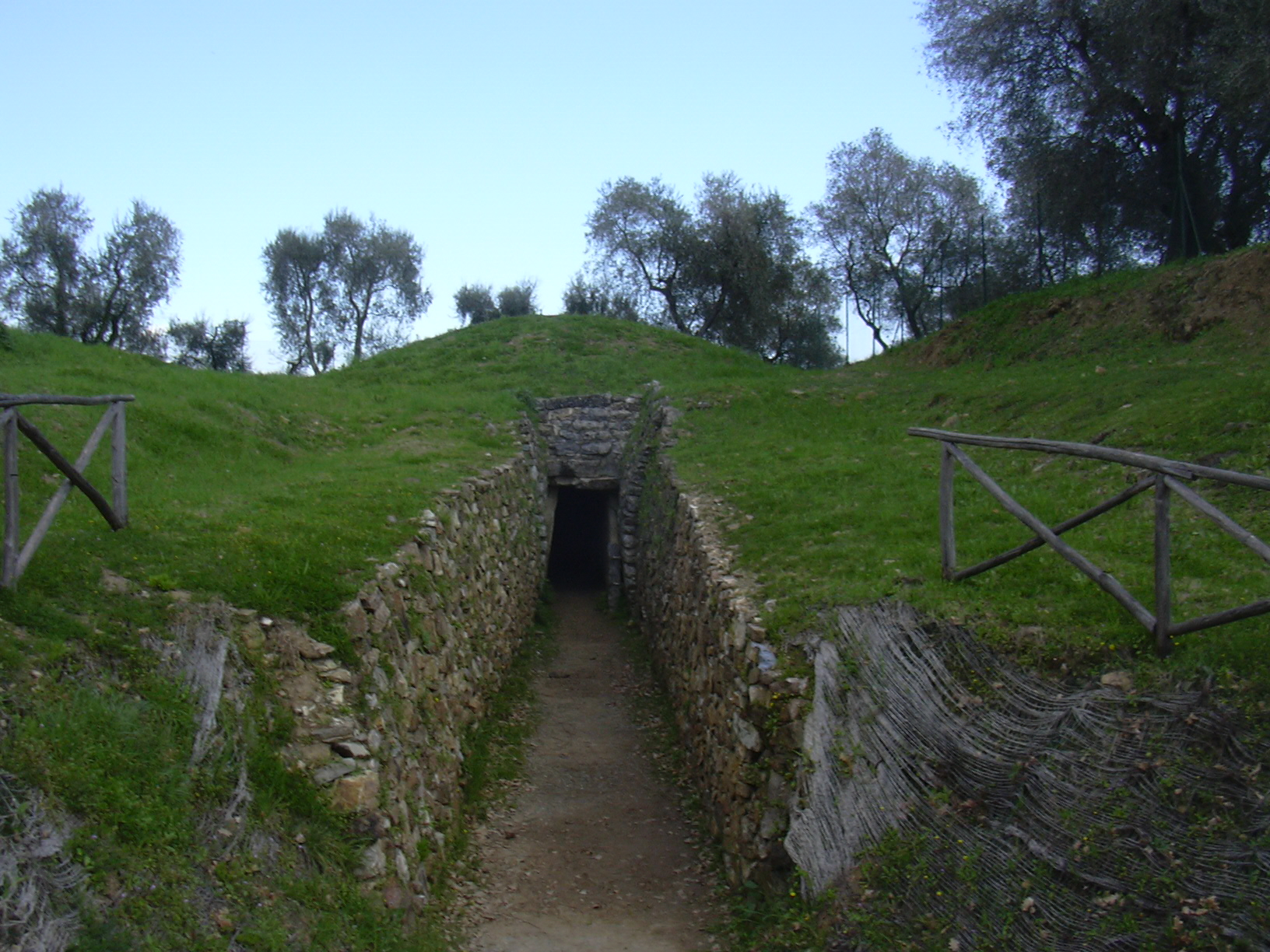
Il Tumulo del Diavolino a Vetulonia

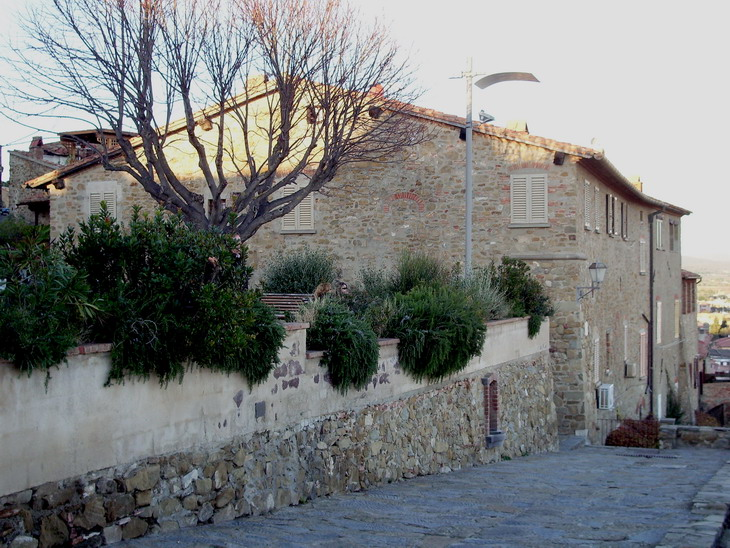
Il Palazzo Pretorio di Castiglione della Pescaia

L'area in cui si estende il territorio comunale di Castiglione della Pescaia ha riportato alla luce alcune testimonianze preistoriche del Paleolitico superiore, che sono state rinvenute nell'area collinare occidentale (Val Berretta) e sulle propaggini collinari orientali comprese tra la fattoria della Badiola, la località di Ampio e la zona a sud della frazione di Buriano.
Del periodo etrusco le testimonianze di più grande splendore sono state rinvenute presso la frazione di Vetulonia, mentre altri ritrovamenti sono venuti alla luce nella parte occidentale del territorio comunale tra la Val Beretta e Pian di Rocca, zona che risultava già abitata in epoca preistorica. L'area in cui sorge l'abitato di Castiglione della Pescaia risultava essere invece un importante insediamento romano, visti i resti archeologici rinvenuti presso la riva destra del fiume Bruna in prossimità del porto-canale e del moderno abitato, tra i quali spiccano i resti della villa romana delle Paduline. Inoltre, è accertata la presenza di una strada consolare ed una selciata, i cui resti sono andati perduti nel corso del XIX secolo, che dall'abitato romano si dirigevano rispettivamente verso la pineta del Tombolo e verso Giuncarico.
Dopo un periodo di abbandono tra il V e l'VIII secolo, vi fu una graduale rinascita di Castiglione della Pescaia, che prese particolare vigore nel corso del X secolo grazie alla Repubblica di Pisa: proprio in questo periodo fu costruito il primitivo borgo medievale nella parte bassa, che era racchiuso dalle Mura Pisane. Il dominio pisano ebbe inizio a partire dal 962, pur essendoci discontinuità di potere che, sul finire dello stesso secolo, avvantaggiarono inizialmente gli Aldobrandeschi, poi i monaci dell'abbazia di San Salvatore al Monte Amiata. Nel XII secolo l'insediamento castellano passò alla famiglia Lambardi che controllava all'epoca la frazione di Buriano, la cui influenza divenne rilevante in epoca duecentesca. Il centro iniziò una fase di prosperità fino a divenire un libero comune nel XIII secolo. Nel 1274 i Pisani ripresero l'esercizio attivo del potere che si protrasse fino alla fine del XIV secolo, periodo in cui fu istituito il libero Comune di Castiglione della Pescaia, che con un atto di sottomissione a Firenze riuscì a farsi garantire la protezione. Durante il secolo successivo ebbe termine la lunga fase di libero Comune, a seguito della conquista del castello da parte delle truppe di re Alfonso V d'Aragona; precedentemente ci fu una temporanea occupazione senese durante il 1432. Nel 1449 le milizie del Principato di Piombino riuscirono a liberare l'intero borgo, fatta eccezione del castello che rimase un presidio aragonese. Nel 1460 il castello fu ceduto alla famiglia Piccolomini di Siena, che lo vendette quasi un secolo più tardi (1559) ai Medici, nel cui granducato era entrato a far parte pochi anni prima il rimanente borgo.
Il marchesato di Castiglione della Pescaja con le isole del Giglio e Giannutri fu acquistato da Cosimo I il 20 gennaio 1559 per la moglie Eleonora di Toledo dai Piccolomini d'Aragona de' duchi di Amalfi con il consenso di Filippo II di Spagna.
Si estendeva anche alle Rocchette senza tuttavia avere la proprietà sugli scogli “Formiche della Troja” in possesso dei principi di Piombino che autorizzarono però al granduca la cessione di un'area sulla Punta di Troja per la costruzione di una torre costiera.
Fu amministrato in autonomia fino al 1737, dipendendo dalla provincia pisana, finché fu soppresso nel 1765 da Pietro Leopoldo ed annesso al resto dello stato senese.
Dal periodo settecentesco in poi, il centro conobbe una forte rinascita grazie alle opere di bonifica e canalizzazione dell'antico Lago Prile e ai grandi scambi commerciali favoriti dal ruolo di primo piano che il porto di Castiglione della Pescaia aveva assunto in quel periodo. Tuttavia, l'apertura della Ferrovia Maremmana dopo la metà del XIX secolo, che passando nell'entroterra non risultava collegata né al centro né al porto, determinò un improvviso decadimento degli scambi commerciali e del periodo di grande floridezza, che tuttavia furono superati tra la fine dello stesso secolo e gli inizi del XX secolo con lo sviluppo delle prime strutture balneari che costituirono di fatto gli albori delle moderne strutture turistiche che caratterizzano il centro.

### Simboli

Stemma comunale

Lo stemma comunale attualmente in uso, raffigurato su fondo azzurro da un castello con tre torri merlate sormontate da tre crescenti, risale all'anno 1464 quando vide l'aggiunta dei tre spicchi di luna, con la concavità rivolta verso l'alto, ripresi dal  blasone di Andrea Piccolomini 
(d'argento, alla croce piana d’azzurro, caricata di cinque crescenti montanti d’argento) e poste a dominio delle torri del castello di Castiglione della Pescaia: in quell'epoca il fondo era bipartito tra l'azzurro nella parte superiore e il verde in quella inferiore. Il castello con le tre torri invece era stato voluto pochi anni prima come stemma dal re Alfonso V d'Aragona, dopo la sottomissione di Castiglione della Pescaia al proprio dominio. Gli Aragonesi sostituirono così a metà XV secolo l'originario stemma, costituito dall'aquila imperiale con la corona, che risaliva all'epoca medievale, e più precisamente al periodo in cui il centro era controllato dai Pisani. 
Lo stemma ha la seguente blasonatura:
Il gonfalone è un drappo di azzurro.

## Monumenti e luoghi d'interesse

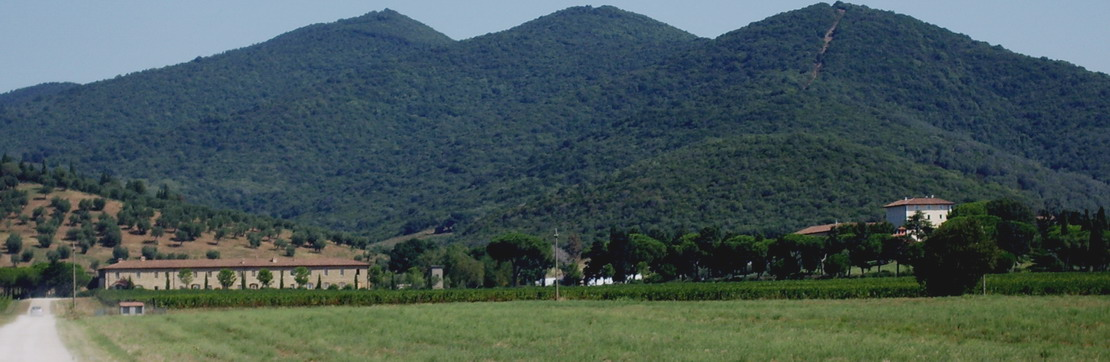
Veduta d'insieme della Tenuta della Badiola

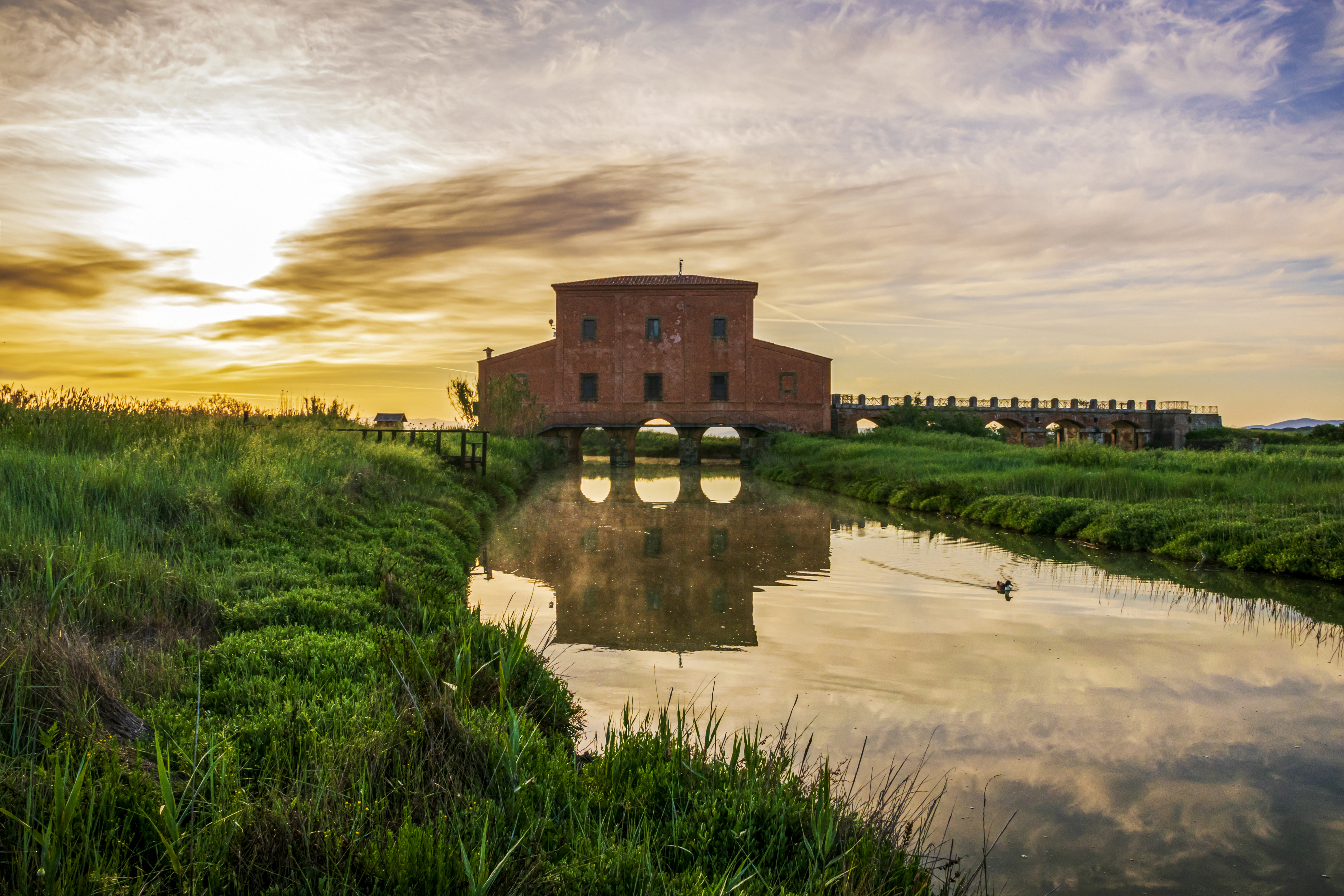
La celebre Casa Rossa

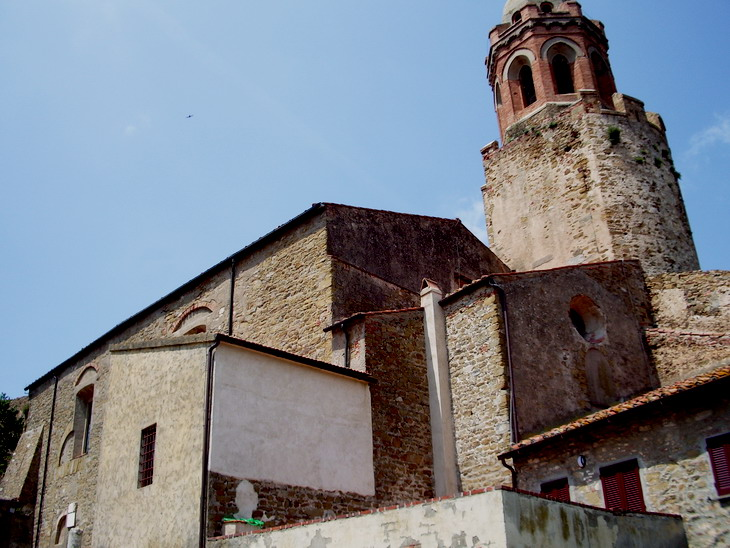
La pieve di San Giovanni Battista

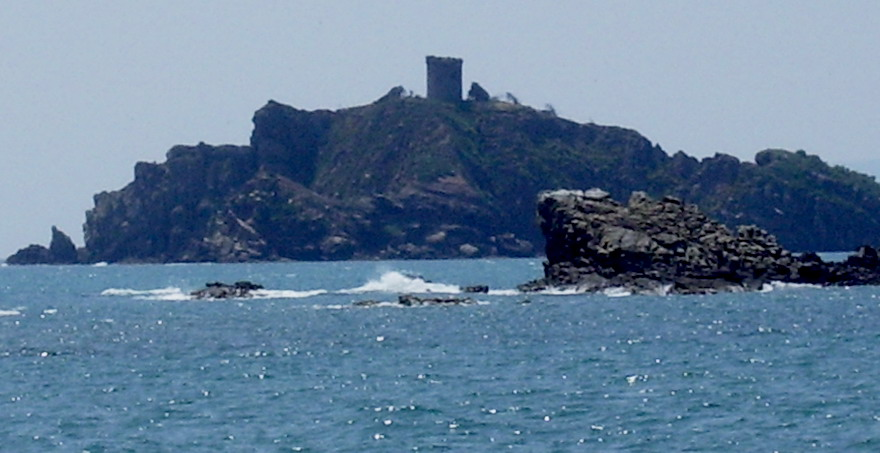
L'Isolotto dello Sparviero al largo di Punta Ala

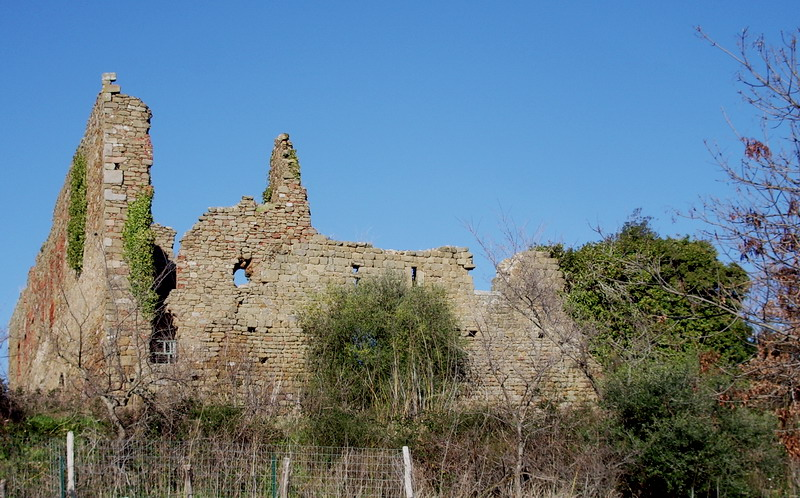
Ruderi dell'abbazia di San Bartolomeo a Sestinga

### Architetture religiose

#### Chiese parrocchiali
- Chiesa di San Giovanni Battista, situata nel centro storico medievale del paese, risale al XVI secolo, anche se una chiesa dedicata a san Giovanni Battista è ricordata a Castiglione a partire dal XII secolo. È stata ricavata da locali adibiti a deposito di armi in sostituzione di un altro edificio ricordato fin dal 1051. Alla fine del XIX secolo è stato ricostruito il campanile, su progetto di Lorenzo Porciatti e in stile neogotico con richiami vagamente moreschi. All'interno sono conservate le reliquie di san Guglielmo di Malavalle. In occasione del Giubileo del 2000 la Pieve è stata sottoposta ad un complessivo intervento di restauro conservativo mentre il 7 giugno 2024 sono stati inaugurati il restaurato sagrato e l’ex orto dei frati, accostato alla chiesa e rinominato “Giardino di San Giovanni”. La parrocchia, che ha il titolo di propositura di San Giovanni Battista, conta circa 6 200 abitanti.[10]
- Chiesa di Santa Maria Assunta, chiesa parrocchiale della frazione di Buriano, era anticamente nota con il nome di pieve di Santa Maria in Arcione. Citata già in un privilegio del 1051, passò nel XIII secolo ai guglielmiti e successivamente all'ordine degli eremiti agostiniani. L'attuale aspetto dell'edificio è frutto di una riedificazione del 1302 e ristrutturazioni successive. La parrocchia di Buriano conta circa 990 abitanti.[11]
- Chiesa della Signora della Consolata, chiesa parrocchiale della frazione di Punta Ala, si tratta di un moderno edificio di culto realizzato nel 1961 su progetto degli architetti Walter Di Salvo e Francesco Paolo Piemontese. Si presenta come chiesa a capanna in legno e rame particolare per il suo singolare aspetto.[12] La parrocchia di Punta Ala conta circa 800 abitanti.[13]
- Chiesa di Sant'Andrea apostolo, chiesa parrocchiale della frazione di Tirli, è frutto di un ampliamento del 1669 di una cappella fatta costruire agli inizi dello stesso secolo da Giovanni Nicolucci di Batignano, su un edificio precedente. La chiesa è stata consacrata nel 1674. All'interno sono conservati degli altari barocchi (1674) di Andrea Ferrari di Lugano e le reliquie di san Guglielmo di Malavalle. La parrocchia di Tirli conta circa 610 abitanti.[14]
- Chiesa dei Santi Simone e Giuda, chiesa parrocchiale della frazione di Vetulonia, è ricordata sin dall'XI secolo come proprietà dell'abbazia di Sestinga. Elevata a parrocchia nel 1334, è stata rimaneggiata sostanzialmente agli inizi del XX secolo, facendo sì che perdesse l'antico aspetto romanico. La parrocchia di Vetulonia conta circa 520 abitanti.[15]

#### Chiese minori
- Chiesa della Madonna del Giglio, costruita nel 1773, anche se originaria del XIII secolo ed inglobata nella parte meridionale delle mura immediatamente sotto il torrione dell'orologio, è stata restaurata nel 1812 e recentemente negli anni duemila. All'interno conserva la tela settecentesca della Madonna del Giglio, copia di un dipinto del XV secolo.
- Chiesa di Santa Maria Goretti, moderna chiesa di Castiglione della Pescaia, costituisce de facto la sede della parrocchia di San Giovanni Battista. L'edificio è stato costruito nel 1968 su progetto di Carlo Boccianti.[16] All'interno e’ conservata una statua lugnea raffigurante san Guglielmo, opera di Giuliano Bigazzi mentre all’esterno, negli anni 90, venne collocata la statua bronzea di santa Maria Goretti, originariamente collocata nel presbiterio.[16] Nel 1994 sono state realizzate le vetrate che raffigurano la creazione, l'annunciazione e i sette sacramenti.
- Oratorio di San Guglielmo, piccola chiesetta costruita nel 1703 nella località del Piano della Fonte, nei dintorni di Buriano.
- Oratorio di Santa Maria delle Grazie, situato a Vetulonia, risale al XV secolo e si presenta con una semplice facciata a capanna. Un tempo sede della compagnia dei santi Fabiano e Sebastiano, è stata modificata verso la metà del XVIII secolo.

#### Abbazie, conventi, santuari
- Abbazia di San Bartolomeo a Sestinga, originariamente costruita nell'XI secolo sul poggio di Badia Vecchia, poco lontano da Vetulonia, fu riedificata nel secolo successivo nella vicina località oggi nota come Il Convento. Monastero benedettino, passò poi agli eremitani agostiniani per iniziare poi una lenta fase di declino. I ruderi delle due antiche strutture sono ancora oggi visibili.
- Romitorio di San Guglielmo, situato nei boschi a sud di Buriano, è stato fatto costruire nel 1597 da Giovanni Nicolucci da Batignano, nel luogo dove, seconda la tradizione, si racconta sia apparsa la Madonna a san Guglielmo di Malavalle. L'edificio è stato restaurato una prima volta nel 1758 dai conti Alberti.
- Romitorio di Santa Petronilla, complesso monastico situato nei boschi delle bandite a nord-ovest di Pian di Rocca, è sorto nel XV secolo nel luogo dove, secondo la tradizione, la santa guarì dalla lebbra bagnandosi presso l'adiacente ruscello. Divenuto meta di pellegrinaggi, fu ampliato nel XVI secolo e continuò ad essere frequentato da viaggiatori e malati in cerca di guarigione fino agli inizi del secolo XVIII. Per cause sconosciute, il monastero fu soppresso nel 1782 e gran parte dei materiali di cui era composto l'edificio furono utilizzati per la ristrutturazione della chiesa della Madonna del Giglio di Castiglione della Pescaia. Se ne conservano oggi alcuni resti delle murature in pietra.
- Convento di Sant'Agostino, situato a Tirli, è stato costruito nei primi del XVII secolo per volere di Giovanni Nicolucci di Batignano come convento degli agostiniani. Soppresso dopo poco tempo, oggi il convento è adibito ad ambienti parrocchiali dell'adiacente chiesa di Sant'Andrea e ad abitazioni.
- Eremo di Sant'Anna, situato nei boschi nei dintorni di Tirli, è stato edificato nei primi del XVII secolo per volere di Giovanni Nicolucci di Batignano contemporaneamente al vicino convento di Sant'Agostino. Abbandonato dopo poco tempo, alla fine del XIX secolo versava già in pessime condizioni. La struttura è stata ricostruita nel 1971.
- Eremo di San Guglielmo di Malavalle, situato nei boschi nei dintorni di Tirli, fu costruito tra il 1230 e il 1249 per volere di papa Gregorio IX, sul luogo dove era situata una piccola cappellina sotto la quale era sepolto san Guglielmo di Malavalle. Divenuto uno dei principali centri spirituali della Maremma, fu tuttavia severamente danneggiato nel XIII secolo dai senesi e le spoglie del santo furono sparse nei borghi limitrofi: Tirli, Buriano, Castiglione. Alla fine del XVI secolo l'eremo divenne rifugio spirituale di Giovanni Nicolucci di Batignano, che ne curò il restauro. Dal 1604 alla seconda metà del XVIII secolo fu monastero degli agostiniani. Attualmente il complesso versa in condizioni di degrado.

#### Cappelle
- Cappella di San Luigi, situata tra il paese e Riva del Sole, nel retroterra del promontorio di Punta Capezzolo, è la cappella gentilizia della Villa Malenchini ed è stata costruita nel 1911.
- Cappella della Badiola, cappella gentilizia della fattoria lorenese della Badiola, è stata costruita nella prima metà del XIX secolo come edificio di culto dei granduchi di Toscana.
- Cappella di Santa Rita, piccola chiesa situata nella località di Pian di Rocca, risale probabilmente al periodo settecentesco come cappella gentilizia della storica fattoria, anche se l'attuale aspetto è frutto di alcune ristrutturazioni dei primi del XX secolo.
- Cappella di Sant'Antonio, piccola chiesetta situata nel castello di Punta Ala, risale al 1707.
- Cappella di Sant'Isidoro, piccola cappella rurale situata nella località del Raspollino.
- Cappella di Serignano, piccolo edificio di culto situato nella località delle Rocchette, presso la tenuta di Serignano.
- Cappella della Madonna del Carmine, situata nei pressi del castello delle Rocchette, è stata costruita nella seconda metà del XVIII secolo, probabilmente in sostituzione della perduta pieve di Rocca, la cui esistenza è accertata nei registri della diocesi di Grosseto relativi al XII e al XIII secolo.
- Cappella della Scala Santa, situata nella omonima località alle pendici del poggio di Vetulonia, è stata edificata nel 1935 e consacrata l'anno successivo. Fu fatta costruire per volere della famiglia Renzetti.

#### Edifici sacri scomparsi
- Chiesa di San Nicola a Castiglione della Pescaia, chiesa scomparsa di epoca medievale.
- Oratorio di San Sebastiano, edificio religioso scomparso di epoca seicentesca.
- Chiesa della Compagnia del Corpus Domini, edificio religioso scomparso di epoca rinascimentale.
- Oratorio di Santa Maria dei Prati, edificio religioso scomparso di epoca tardomedievale.
- Oratorio di Santa Maria degli Orti, edificio religioso scomparso di epoca quattrocentesca.
- Convento di San Francesco Vecchio, complesso religioso scomparso di epoca medievale.
- Convento di San Francesco Nuovo, complesso religioso scomparso di epoca quattrocentesca.
- Pieve di Rocca, pieve medievale scomparsa situata alle Rocchette.
- Chiesa di Santa Margherita a Buriano, chiesa scomparsa di epoca medievale.
- Chiesa di Sant'Andrea, edificio religioso scomparso di origini medievali, la cui precisa ubicazione risulta tuttora incerta.
- Cappella della Madonna delle Grazie a Tirli, piccola chiesa scomparsa di epoca tardoseicentesca.

### Architetture civili

#### Palazzi
- Palazzo Pretorio, situato nel centro storico del paese, tra via delle Mura e via della Fortezza, risale al medioevo, ma è stato radicalmente ristrutturato in epoca settecentesca. È stato sede della pretura e delle carceri, per poi essere trasformato in edificio abitativo e suddiviso in varie unità.
- Palazzo Camaiori, situato nel centro storico del paese in via dell'Amore, risale al XV secolo. Un'iscrizione sul prospetto principale ricorda che nel 1767 vi soggiornò il granduca Pietro Leopoldo d'Asburgo-Lorena.
- Palazzo Centurioni, situato nel centro storico del paese in via dell'Ospedale, è un imponente palazzo signorile risalente al medioevo che ha subito alcune ristrutturazioni nei primi del XX secolo. Nel 2008 è stato oggetto di una serie di restauri.
- Palazzo dello Spedale, situato in via dell'Ospedale, è stato costruito come struttura assistenziale tra la fine del XVI e i primi del XVII secolo. Nel corso dei secoli successivi, l'edificio ha subito vari interventi di ristrutturazione che lo hanno rimaneggiato fino alle attuali dimensioni.
- Palazzo della Dogana, imponente edificio situato in via Portocanale, fu costruito per volere dei Lorena nella seconda metà del XVIII secolo, per controllare le merci in entrata e in uscita dal porto.
- Casello idraulico di Castiglione della Pescaia, situato nei pressi del porto, fu costruito alla fine del XVIII secolo con le coeve opere di bonifica della zona, per regolamentare l'afflusso delle acque alla foce del canale. Fu anche utilizzato come magazzino di deposito del sale, prima di essere dismesso e suddiviso in più unità abitative.
- Casa Rossa Ximenes, o fabbrica delle cataratte, è situata nella riserva naturale Diaccia Botrona e fu commissionata nel 1765 dai Lorena all'ingegnere e matematico Leonardo Ximenes. Il complesso aveva il compito di controllare il flusso delle acque tra la vasta area palustre del lago di Castiglione – l'antico lago Prile – ed il mar Tirreno. Conservatasi in buono stato anche dopo la perdita delle sue funzioni originarie, è stata recentemente restaurata grazie all'interesse della Provincia di Grosseto ed adibita a centro d'accoglienza della riserva naturale Diaccia Botrona. Dal 2009 ospita il museo multimediale della Casa Rossa Ximenes.
- Palazzo Pretorio di Tirli, situato nel centro della frazione, fu realizzato nel XVIII secolo.

#### Strutture ricettive
- Bagno Sirena, storico stabilimento balneare abbattuto da una violenta mareggiata nel 1936.
- Centro commerciale Il Gualdo, realizzato a Punta Ala dall'architetto Ludovico Quaroni nel 1967[17].
- Complesso Lo Scoglietto, costruito a Punta Ala tra il 1968 e il 1975 su progetto di Walter Di Salvo[18].
- Complesso residenziale Cala del Pozzo, sul lungomare del porto di Punta Ala, realizzato su progetto di Ignazio Gardella tra il 1962 e il 1966[19].
- Complesso Sole Maremma, realizzato nel rione Val delle Cannucce nel 1978 su progetto di Walter Di Salvo, è composto da numerose abitazioni che si snodano a più livelli lungo una via pedonale con un grande parcheggio al centro nel piano più basso del residence.[20]
- Residence La Sirenetta, risalente al 1984 e ideato da Luigi Rafanelli[21][22].
- Residenza Le Casacce, realizzata in un punto panoramico vista mare nel rione Val delle Cannucce tra il 1977 e il 1978 su progetto di Luigi Gazzola e Margherita Pignedoli.[23][24].
- Villaggio Riva del Sole, primissimo insediamento della frazione che ha dato inizio all'urbanizzazione di questo tratto di costa a nord di Castiglione della Pescaia, fu realizzato sulla strada provinciale delle Collacchie tra il 1957 e il 1960 per volere dell'azienda svedese RESO su progetto di Igino Chellini e Maria Cittadini, con direzione dei lavori dell'ingegnere Umberto Tombari. All'inaugurazione presenziò anche il primo ministro svedese Tage Erlander.[25][26][27].

#### Ville e fattorie
- Fattoria della Badiola, complesso settecentesco nei pressi di Ponti di Badia, è nata come tenuta di caccia dei granduchi di Lorena, caratterizzato dalla villa padronale e dalla fattoria collegate da un giardino d'inverno; tra gli annessi spiccano la cappella e il granaio. Oggi è un agriturismo e ospita il ristorante L'Andana dello chef francese pluristellato Alain Ducasse.
- Fattoria di Pian di Rocca, situata nella località di Pian di Rocca a nord-ovest del paese, risale alla fine del XVIII secolo e fu ampliato nel corso del secolo successivo. Appartenuto fino alla metà del secolo scorso a nobili famiglie, il complesso rurale fu espropriato nel 1952, attraverso l'applicazione della legge sulla riforma agraria, alla proprietaria dell'epoca, la duchessa Cleofe Conversi Grazioli.
- Fattoria di Poggialberi, presso l'omonima località rurale ai piedi della collina su cui sorge Buriano, è un complesso agricolo il cui aspetto attuale risale al XIX secolo.
- Villa Malenchini, situata nel retroterra di Punta Capezzolo, tra il paese e la località di Riva del Sole, si tratta di un imponente complesso architettonico sorto come residenza dei Malenchini nel 1912. È caratterizzata da uno stile eclettico vagamente neo-rinascimentale.
- Ville di Punta Ala, di notevole interesse architettonico realizzate per un turismo d'élite a partire dal 1958. Si ricordano la Villa Allemandi di Franco Albini e Franca Helg (1959-1961); la Villa Lorenzini di Alfonso Stocchetti (1965); le numerose ville progettate da Walter Di Salvo come la Villa Piccioli (1961), la Villa Marzocchi (1962), la Villa Nanni (1963) e la Villa Di Salvo (1976), residenza personale dell'architetto.
- Ville di Roccamare, strutture costruite nella pineta di Roccamare di interesse artistico-architettonico realizzate a partire dalla fine degli anni cinquanta. Si ricordano la Villa Bartolini di Ernesto Nathan Rogers (1957-1958); la Villa Settepassi di Pier Niccolò Berardi (1986); le numerose ville dello studio Monsani, Bicocchi & Baldassini come Villa Bertini (1962), Villa Verusio (1962), Villa Fraschetti (1965) e Villa Cairoli (1976); infine, le circa duecento ville della "gated community" realizzate a partire dal 1963 dagli architetti Ugo Miglietta e Antonio Canali.

#### Altri edifici civili
- Acquedotto Lorenese, fatto costruire a partire dal 1768 per volere dei granduchi di Lorena con direzione dei lavori di Leonardo Ximenes, se ne conservano oggi alcuni resti in località Alberelleta.
- Cantina Le Mortelle, cantina di architettura contemporanea realizzata tra il 2007 e il 2010, nei pressi della fattoria delle Mortelle in località Ampio.[28]
- Fonte di San Guglielmo, caratteristica fonte pubblica situata in una macchia nei pressi della frazione di Buriano.
- Mulini di Castiglione della Pescaia, mulini a vento e ad acqua di varie epoche, oggi scomparsi, che vennero costruiti attorno al centro.
- Ponte Giorgini, costruito sul fiume Bruna su progetto dell'ingegnere Gaetano Giorgini, costituisce la prima opera di bonifica avviata sotto Leopoldo II di Lorena in Maremma. Il ponte fu inaugurato nel 1827 ed era lungo 26 metri, largo 12 e alto 9. La struttura ottocentesca si trova oggi a sostegno del moderno ponte, costruito nel 1930 ad opera del Consorzio Bonifica Grossetano.[29]
- Saline Lorenesi, costruite nel Settecento dai Lorena non lontano dagli attuali confini comunali e dal Forte delle Marze, comprendono i resti di alcuni edifici.

### Architetture militari

#### Cinte murarie
- Mura di Castiglione della Pescaia: il borgo di Castiglione conserva i resti di due cinte murarie differenti. Un primo perimetro fortificato fu eretto dai pisani a partire dal X secolo e delimitava sia il borgo situato sulla collina, sia l'insediamento situato nella parte bassa. Con il passare dei secoli, le continue incursioni piratesche portarono gli abitanti a trasferirsi tutti nella parte alta, lasciando disabitata l'area nei pressi del fiume. Durante il XV secolo, prima gli aragonesi e poi i senesi portarono avanti i lavori di costruzione delle nuove mura che andarono a delimitare completamente l'attuale borgo situato attorno al castello. Nelle mura del castello si conservano le tre porte d'accesso di Porta San Giovanni, Porta della Madonna del Giglio e Porta Castello; nella parte bassa, delle antiche mura pisane sopravvive l'antica porta settentrionale, chiamata comunemente la Portaccia, e due torri, una in via Colombo e l'altra poco distante nota come Torre Lilli, mentre sono visibili i resti di una terza torre in via delle Vacche.

#### Castelli
- Castello di Castiglione della Pescaia, fortificazione che domina il borgo di Castiglione, il cui nucleo originario risale al X secolo, quando qui i pisani fecero costruire una semplice torre di avvistamento. La struttura fu ampliata nel XV secolo dagli aragonesi fino ad assumere l'aspetto di una vera e propria fortezza. Modificato sotto Cosimo I e poi con i Lorena alla fine del XVIII secolo, subì un restauro totale nei primi del XX secolo ad opera dell'architetto Lorenzo Porciatti, che ne fece la propria residenza privata. Ancora oggi il castello non è visitabile in quanto proprietà privata.
- Castello di Colonna, imponente fortezza medievale situata a Vetulonia – conosciuta con il nome di Colonna – risale all'VII secolo come proprietà dei vescovi di Lucca. Ceduto all'abbazia di Sestinga, fu poi nel XIII secolo proprietà dei Lambardi di Buriano e nel 1331 fu conquistato dai senesi. Modificato sostanzialmente nel XV secolo, è oggi addossato alle abitazioni del borgo.
- Rocca aldobrandesca, fortezza che domina il borgo di Buriano, fu costruita dagli Aldobrandeschi a partire dal X secolo e poi lasciata in usufrutto alla potente famiglia locale dei Lambardi. Nel 1332 passò ai senesi, successivamente fu ceduta ai pisani ed infine, nel 1398, fu conquistata dagli Appiani del principato di Piombino. Modificata nel corso dei secoli, la struttura è ancora oggi visibile e i suoi ruderi sono ben conservati.
- Forte delle Rocchette, costruito come torre di avvistamento nel corso del XII secolo e ricordato in una bolla papale del 1188, era anticamente denominato Rocca di Campo Albo. Ampliato nel corso del XVI secolo per volere di Cosimo I de' Medici, fu dismessa dopo l'annessione al Regno d'Italia, quando venne trasformata in un faro, attivo fino alla prima metà del secolo scorso. Ceduto a privati, è stato oggetto di ristrutturazioni tra il 1878 ed il 1888.
- Castello di Punta Ala, noto anche come Torre di Troia Nuova o Torre Balbo, fu edificato nel 1561 per volere di Cosimo I de' Medici a sostituzione della più antica Torre di Troia Vecchia, i cui resti sono ancora oggi visibili sul prospiciente isolotto dello Sparviero. Ristrutturato nel corso del XVIII secolo dai Lorena, assunse l'attuale aspetto nel 1788. Trasformata in abitazione privata, dal 1932 fu residenza del celebre aviatore Italo Balbo.
- Castel Maus, situato su una collina poco lontano dalla località di Pian d'Alma, fu fatto costruire dalla famiglia degli Aldobrandeschi ed è documentata la sua esistenza in un documento del 1075. La fortificazione risultava già abbandonata nel XVI secolo e non si conosce la storia di questo edificio, né di chi lo abitò. Sulla collina sono oggi visibili i ruderi della monumentale struttura.
- Castellaccio di Prile, antico insediamento medievale posto sulle colline del retroterra di Castiglione della Pescaia, conserva i ruderi di una struttura fortificata con cassero, rocca e cinta muraria.
- Castello di Casallia, situato a valle del borgo di Vetulonia, in località Le Case, sorse intorno all'anno mille come convento dipendente dall'abbazia di Sestinga. Trasformato in castello nel XIII secolo, divenne residenza di vari signori locali. Sostanzialmente modificato nel XVI secolo, si presenta oggi inglobato in una costruzione rurale, ma è ancora riconoscibile la torre che costituiva l'ex campanile dell'antica struttura.

#### Torri e fortificazioni
- Torre Lilli, torre di origini medievali lungo il perimetro delle perdute Mura Pisane.
- Torre di via Cristoforo Colombo, torre di origini medievali lungo il perimetro delle perdute Mura Pisane.
- Torre d'Alma, situata nella località di Pian d'Alma, risale al X secolo e fu proprietà prima dell'abbazia di Sestinga e poi dei conti Della Gherardesca, prima di venire conquistata dai senesi nel XIV secolo. Si presenta con il caratteristico aspetto di casa-torre, addossata ad alcuni edifici rurali posticci realizzati nei medesimi materiali.
- Torre degli Appiani, torre costiera situata sull'isolotto dello Sparviero al largo di Punta Ala.
- Torre di Cala Galera, fortificazione costiera situata su un promontorio tra Castiglione della Pescaia e Punta Ala, nei pressi delle Rocchette, fu costruita dai pisani nel XIII secolo con funzioni di avvistamento. Ristrutturata dai Medici tra il 1562 e il 1568 e dai Lorena nel corso del XVIII secolo, rimase sede di un presidio fino al 1847, quando fu ceduta a privati.
- Torre Hidalgo, nota anche come Torre del Barbiere, è situata a Punta Ala ed è stata realizzata nel 1577. Trasformata in abitazione privata nella prima metà del XIX secolo, fu acquistata agli inizi del secolo successivi da Italo Balbo insieme al castello di Punta Ala.

### Altro
- Monumento ai caduti, situato su una terrazzina sul porto-canale in fondo a corso della Libertà, è comunemente noto con il nome di Obelisco ed è stato realizzato nel 1923 su progetto di Lorenzo Porciatti. Il monumento è stato restaurato nel 2009.
- Monumento ai caduti del mare, situato sulla banchina della darsena del porto-canale, è stato inaugurato il 2 ottobre 1988 e si tratta di una scultura in bronzo opera di Lorenzo dal Torrione che rappresenta un marinaio che con una mano sorregge un compagno morente e con l'altra impugna un'ancora. Il monumento è stato restaurato nel 2009.

### Siti archeologici
- Area archeologica di Vetulonia: il sito è stato scoperto alla fine del XIX secolo dall'archeologo Isidoro Falchi. È caratterizzato dai resti dell'abitato di età ellenistica, localizzato a Poggiarello Renzetti, lungo la strada comunale, a Costa Murata e a Costia dei Lippi, nei pressi del cimitero moderno e dalle necropoli distribuite sui colli che circondano l'abitato. Le più antiche tombe a pozzetto di età villanoviana, semplici buchi scavati nel terreno ove deporre i resti dei cremati entro vasi biconici o rune a capanna, non più riconoscibili all'interno della folta macchia mediterranea, sono state progressivamente sostituite dalle fosse per inumati, sovente raccolte entro circoli di pietre conficcate verticalmente al suolo, atti a delimitare i membri appartenenti ad uno stesso gruppo familiare. Fra le tombe a circolo, talora ancora individuabili sul terreno, ricordiamo il circolo di Bes, il circolo dei Monili, il circolo del Tridente, i due circoli delle Pellicce, il circolo dei Leoncini d'argento, la tomba del Littore e la tomba del Duce. Della seconda metà del VII secolo a.C. sono due tombe monumentali, la tomba della Pietrera e la tomba del Diavolino II, costruite a camera quadrangolare con falsa cupola, accessibili tramite un lungo corridoio (dromos) e ricoperte da un grande tumulo di terra. I reperti rinvenuti nelle necropoli vetuloniesi sono conservati principalmente nel museo archeologico nazionale di Firenze, nel museo civico archeologico Isidoro Falchi di Vetulonia e nel museo archeologico e d'arte della Maremma di Grosseto.
- Villa romana delle Paduline, situata nell'area urbana di Castiglione della Pescaia, risale ad un periodo compreso tra il II secolo a.C. e il II secolo d.C. ed ha permesso di riportare alla luce numerosi reperti, tra cui un ben conservato busto dell'imperatore Adriano, attualmente custodito presso il museo archeologico e d'arte della Maremma di Grosseto. La villa era una struttura lussuosa, con mosaici ed affreschi decorativi ed una serie di ambienti annessi che ospitavano le terme.
- Necropoli di Val Berretta, area archeologica databile tra il VII e il IV secolo a.C. che documenta la presenza di insediamenti etruschi sulla costa in prossimità del mar Tirreno.[30].
- Poggio Santa Pomata, località posta tra le frazioni di Rocchette e Pian di Rocca, vi sono stati rinvenuti resti di strutture abitative di età arcaica.

### Aree naturali
- Riserva naturale Diaccia Botrona, si estende nell'area originariamente occupata dal Lago Prile nella parte orientale del territorio comunale.
- Pineta del Tombolo, area naturale che occupa l'intero cordone sabbioso a est di Castiglione della Pescaia.
- Pineta di Roccamare, area naturale che inizia a nord di Castiglione attraversando l'omonima località fino alla spiaggia di Rocchette.
- Poggio Ballone, massiccio collinare che si estende interessando tutta l'area settentrionale del territorio comunale.
- Promontorio di Punta Ala, si eleva con varie alture a picco sul mare tra la frazione di Punta Ala e il Forte delle Rocchette.
- Padule Pian d'Alma, biotopo nei pressi della frazione Pian d'Alma.
- Bandite di Scarlino, area collinare che interessa la parte nord-occidentale del territorio comunale.
- Isolotto dello Sparviero, piccola isola al largo di Punta Ala.
- Scogli Porchetti, serie di scogli affioranti in mare tra il Porto di Punta Ala e l'Isolotto dello Sparviero.
- Santuario dei Cetacei, area marina protetta europea che interessa anche le acque del Mar Tirreno su cui si affaccia l'intero territorio comunale.

## Società

### Evoluzione demografica
Abitanti censiti

### Distribuzione degli abitanti
| Frazioni                              | Abitanti (2011) | Altitudine |
| ------------------------------------- | --------------- | ---------- |
| Castiglione della Pescaia (capoluogo) | 3 860           | 4          |
| Punta Ala                             | 402             | 38         |
| Tirli                                 | 255             | 404        |
| Vetulonia                             | 254             | 335        |
| Pian di Rocca                         | 203             | 13         |
| Buriano                               | 178             | 184        |
| Ampio                                 | 110             | 53         |
| Pian d'Alma                           | 100             | 17         |
| Roccamare                             | 63              | 6          |
| Ponti di Badia                        | 47              | 18         |
| Macchiascandona                       | 29              | 32         |
| Rocchette                             | 9               | 6          |
| Altre località                        | 1 566           | -          |

### Tradizioni e folclore

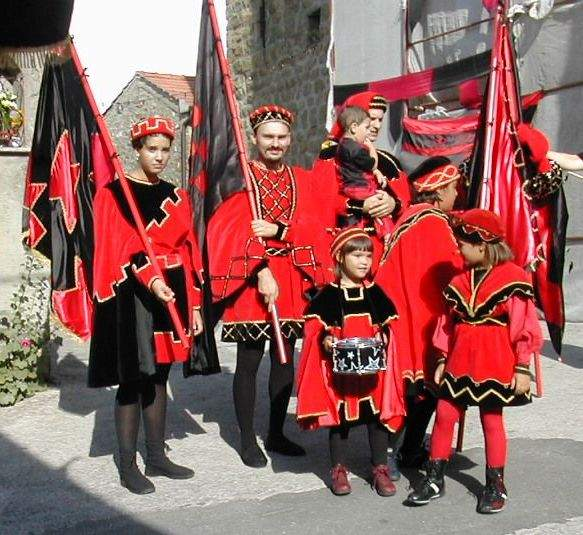
Il Palio dei Ciuchi di Vetulonia

- Palio marinaro: tradizionale festa che si tiene a Castiglione della Pescaia fin dal 1952, il palio si corre su barche a remi con cinque membri di equipaggio (quattro rematori più un timoniere). Originariamente organizzato nel fiume Bruna che attraversa il paese, dal 2009 la gara si svolge in mare, con il campo di regata di fronte al porto canale dove è posto l'arrivo. Ogni imbarcazione rappresenta uno dei cinque rioni con cui è stato suddiviso il paese: Castello (colori giallo e verde), Marina (bianco e rosso), Piazza (bianco e verde), Ponte Giorgini (bianco e celeste), Portaccia (giallo e rosso)[33].
- Palio di Vetulonia: tradizionale corsa dei ciuchi che si svolge ogni prima domenica di settembre. Vi si sfidano le quattro contrade in cui è diviso il paese: Borgo, Colonna, San Guglielmo e Torre[34].
- Torneo di Palla eh! Tirli: terzo fine settimana di luglio, Vetulonia: ultimo fine settimana di agosto

## Cultura

Castiglione della Pescaia in un francobollo della serie Turismo (1988)

### Biblioteche
La Biblioteca comunale Italo Calvino è situata in piazza Garibaldi e fa parte del sistema bibliotecario provinciale di Grosseto. Fondata nel 1974, è stata ospitata fino al 2005 nei locali di piazza Orsini. La biblioteca dispone di un patrimonio librario di circa 16 650 volumi.

### Musei
Il comune di Castiglione della Pescaia dispone di due strutture museali che fanno parte della rete provinciale Musei di Maremma:
- Museo multimediale della Casa Rossa Ximenes
- Museo civico archeologico Isidoro Falchi a Vetulonia

### Cinema
- Rivalità (1953)
- Elena di Troia (1956): Punta Ala
- Il taglio del bosco (1963): Ampio, Tirli
- L'anatra all'arancia (1975): Punta Ala
- In viaggio con papà (1982): Punta Ala
- Viola bacia tutti (1997): Macchiascandona, Punta Ala
- Una moglie bellissima (2007)
- Manuale d'amore 3, episodio Giovinezza (2011)
- Giochi d'estate (2011)
- Ustica (2016)
- Ombra e il Poeta (2017): spiaggia di Castiglione della Pescaia

## Geografia antropica

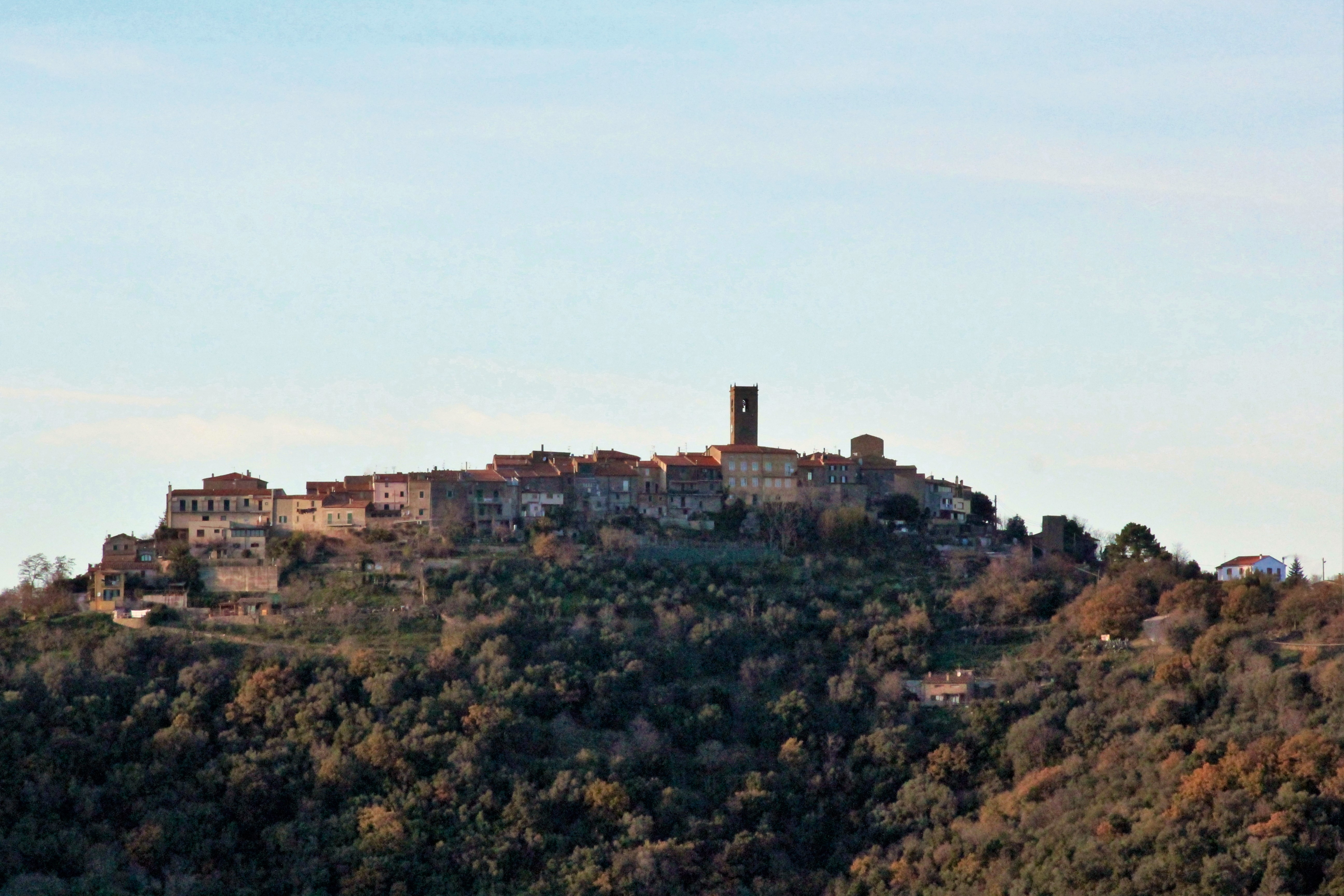
Panorama di Vetulonia

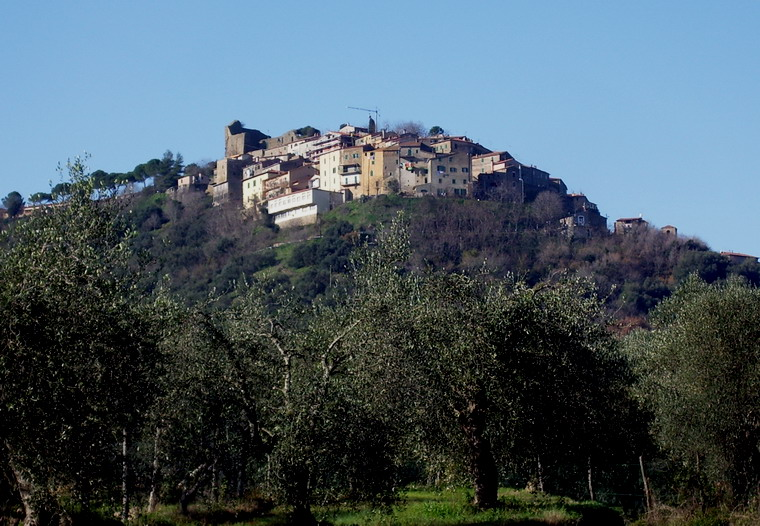
Panorama di Buriano

### Suddivisioni storiche
Il paese di Castiglione della Pescaia è tradizionalmente diviso in cinque rioni:
- Castello
- Marina
- Piazza
- Ponte Giorgini
- Portaccia

Anche la frazione di Vetulonia possiede una tradizionale suddivisione in quattro rioni: Borgo, Colonna, San Guglielmo e Torre. Il centro di Punta Ala è invece caratterizzato da un assetto urbanistico razionale, realizzato a partire dagli anni sessanta del XX secolo con distinte lottizzazioni residenziali che permettono di suddividere facilmente la frazione nei seguenti rioni: Cala del Pozzo, Il Fornino, Il Gualdo, Il Poggettone, Il Pozzino, Il Renaione, La Molletta, Lo Scoglietto, Poggio alle Mandrie e Poggio del Barbiere.

### Frazioni
Il comune di Castiglione della Pescaia, secondo lo statuto, possiede ufficialmente quattro frazioni.
- Buriano, borgo medievale, sorto nel IX secolo come feudo degli Aldobrandeschi, conserva la rocca e l'antica pieve dell'XI secolo.
- Punta Ala, località balneare del litorale grossetano, si sviluppa sul promontorio a nord di Castiglione dove nel XVI secolo era stata costruita una fortezza con funzioni d'avvistamento e difesa. Il moderno centro è nato a partire dagli anni sessanta del XX secolo ed ospita un porto turistico, numerose strutture ricettive e ville di architettura contemporanea.
- Tirli, borgo medievale situato sull'altura di Poggio Ballone, è ricordato sin dall'anno 814. La frazione è legata alla leggenda di san Guglielmo e il drago, e nei dintorni è situato l'antico eremo di Malavalle, in passato luogo di pellegrinaggi.
- Vetulonia, borgo di origini etrusche, una delle principali città dell'Etruria meridionale, decadde nel periodo imperiale romano fino a scomparire del tutto nell'alto medioevo, quando la località divenne nota con il nome di Colonna. Nel XIX secolo l'archeologo Isidoro Falchi riportò alla luce le necropoli dell'antica città, e al borgo fu riassegnato il nome originario di Vetulonia tramite regio decreto del 22 luglio 1887.

### Altre località del territorio
Nei dintorni del capoluogo comunale sono situate altre località che, pur non possedendo ufficialmente lo status di frazione, si possono considerari borghi e località con una propria urbanistica ed identità.
- Ampio, piccola località nella valle dell'omonimo torrente, che nasce sul fianco sud del monte di Tirli e sbocca nella riserva naturale Diaccia Botrona nei pressi dei Ponti di Badia.
- Macchiascandona, località rurale situata alle pendici delle propaggini sud-orientali di Poggio Ballone, in un punto stradale nodale di notevole importanza lungo la strada provinciale Castiglionese.
- Pian d'Alma, località rurale posta per metà all'interno del territorio comunale di Scarlino, si sviluppa nella valle del torrente Alma in un biotopo di interesse naturalistico. Il nucleo principale è costituito dall'antica Torre d'Alma del X secolo.
- Pian di Rocca, piccolo borgo rurale nato intorno alla settecentesca fattoria con villa padronale, corte e cappella gentilizia, è noto per i suoi numerosi agriturismi e per la coltivazione del carciofo di Pian di Rocca, prodotto tipico del comune di Castiglione della Pescaia.
- Ponti di Badia, agglomerato sorto nel punto in cui il fiume Bruna si congiunge con il torrente Ampio, nei cui pressi è situata l'isola Clodia con i resti dell'abbazia – da qui badia – di San Pancrazio al Fango, costruita sui resti della villa romana citata da Cicerone nel Pro Milone.
- Riva del Sole, località turistica situata nel tratto litoraneo poco a nord di Castiglione della Pescaia, in continuità con l'area urbana del paese, è nata come villaggio turistico tra il 1957 e il 1960, per opera dalla organizzazione dopolavoristica svedese Reso per offrire un luogo di vacanza ai propri dipendenti. La località è sede del consolato svedese in Italia.
- Roccamare, località turistica situata nel fitto della pineta costiera a nord del paese, nasce da un progetto di utilizzare l'ampia pineta per costruirvi al suo interno una lottizzazione o "gated community" con strade e moderne abitazioni, specialmente ville e ampi caseggiati a poca distanza dalla spiaggia. Le circa duecento ville furono realizzate in gran parte a partire dal 1963 su progetto dell'architetto Ugo Miglietta, per proseguire nel corso degli anni settanta e ottanta ad opera di Antonio Canali.
- Rocchette, località balneare molto frequentata dai turisti, si sviluppa a nord della pineta di Roccamare, sul promontorio dove è situato lo storico forte delle Rocchette. La località è nota per la presenza di strutture ricettive, alberghi, stabilimenti balneari e campeggi, ed è rinomata per la limpidezza delle sue acque.

Tra le località minori sono da segnalare quelle di Capanna Civinini, Paesetto, Raspollino, Scala Santa, Vaticino e Zinghera.

## Economia

### Turismo
La maggiore risorsa economica di Castiglione della Pescaia è il turismo balneare, al quale si aggiunge quello archeologico e naturalistico. Nel 2019 il comune ha registrato 1,6 milioni di presenze annuali, confermandosi prima località balneare in Toscana per presenze turistiche, ed ha ottenuto importanti riconoscimenti per la qualità ambientale.

## Infrastrutture e trasporti

### Strade
Il comune di Castiglione della Pescaia non possiede linee ferroviarie e superstrade all'interno del proprio territorio. Il paese è collegato alle altre località della Maremma da una serie di strade provinciali. Si ricordano: la strada provinciale 158 delle Collacchie, importante via di comunicazione, ex strada statale, che collega il paese a nord con Follonica – attraversando nel comune le località di Riva del Sole, Roccamare, Rocchette, Pian di Rocca, il bivio per Punta Ala e Pian d'Alma – e a sud con Grosseto passando per Marina; la strada provinciale 3 del Padule, che collega Castiglione a Grosseto passando per i Ponti di Badia e Macchiascandona; e la strada provinciale 43 Macchiascandona, che dall'omonima località si porta verso l'entroterra fino al Lupo (Grilli), servendo le frazioni di Buriano e Vetulonia.

### Porti

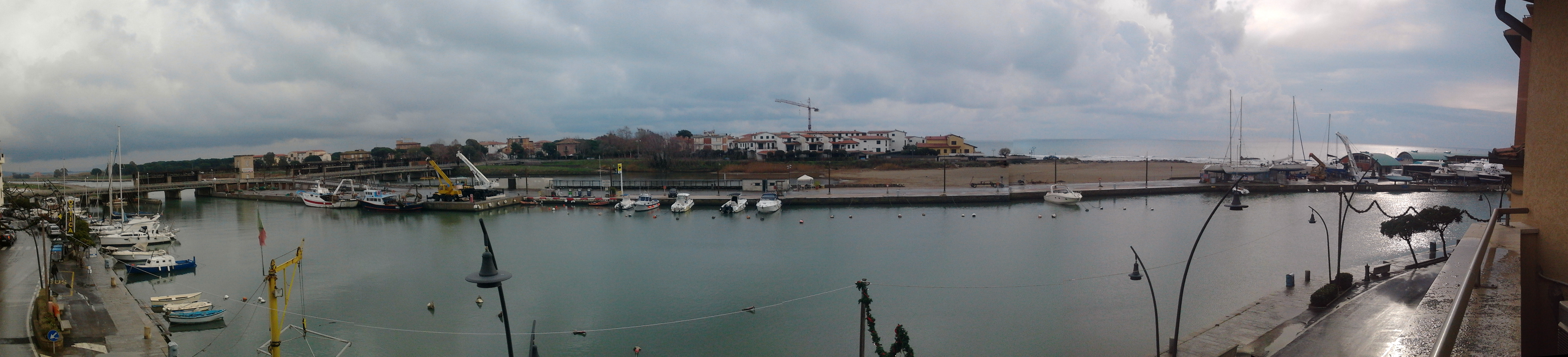
Veduta del porto di Castiglione della pescaia

- Porto di Castiglione della Pescaia, struttura portuale che ebbe un ruolo fondamentale tra il Settecento e l'Ottocento, attualmente fondamentale per la pesca e la cantieristica navale.
- Porto di Punta Ala, moderna infrastruttura di tipo turistico sorta nella seconda metà del Novecento che offre ormeggio a vari tipi di imbarcazione.

### Piste ciclabili
L'amministrazione comunale negli ultimi anni ha dato notevole risalto alla ciclabilità nel proprio capoluogo apportando progetti sia per individuare una rete di itinerari ciclabili, sia finalizzati all'utilizzo della bicicletta come mezzo alternativo ai veicoli motorizzati.
Il Bike Sharing è uno di questi progetti che riesce a coinvolgere turisti e residenti per visitare le bellezze del territorio.
- Pista ciclabile Castiglione della Pescaia-Bivio di Rocchette, collega il centro verso ovest a Riva del Sole e Roccamare.
- Pista ciclabile Marina di Grosseto-Castiglione della Pescaia, collega il centro verso est fino a Marina di Grosseto, ove si raccorda ad altre due piste ciclabili.
- Pista ciclabile cittadina, che collega un tratto dell'abitato orientale al Municipio, inaugurata a fine primavera 2011.

Castiglione della Pescaia ha ottenuto la bandiera gialla come "Comune Ciclabile" 

## Amministrazione
| Periodo          | Periodo          | Primo cittadino     | Partito                                            | Carica           | Note |
| ---------------- | ---------------- | ------------------- | -------------------------------------------------- | ---------------- | ---- |
| 1946             | 1953             | Carlo Mini          |                                                    | Sindaco          |      |
| 1953             | 1961             | Otello Carraresi    |                                                    | Sindaco          |      |
| 1961             | 1964             | Walter Vannucci     |                                                    | Sindaco          |      |
| 1964             | 1964             | Benito Rosadoni     |                                                    | facente funzioni |      |
| 1964             | 1977             | Fedro Mirolli       |                                                    | Sindaco          |      |
| 1977             | 1978             | Otello Carraresi    |                                                    | facente funzioni |      |
| 1978             | 1990             | Giancarlo Farnetani | PCI                                                | Sindaco          |      |
| 1990             | 1992             | Dario Viti          | PCI-PDS                                            | Sindaco          |      |
| 1992             | 1993             | Marino Ciampi       | -                                                  | Comm. pref.      |      |
| 6 giugno 1993    | 3 maggio 1996    | Massimo Emiliani    | Radicali                                           | Sindaco          |      |
| 3 maggio 1996    | 17 novembre 1996 | Ennio Mario Sodano  | -                                                  | Comm. pref.      |      |
| 17 novembre 1996 | 13 maggio 2001   | Franco Roggiolani   | PDS-DS                                             | Sindaco          |      |
| 13 maggio 2001   | 15 maggio 2011   | Monica Faenzi       | FI-PdL                                             | Sindaco          |      |
| 16 maggio 2011   | 3 ottobre 2021   | Giancarlo Farnetani | lista civica Insieme per Castiglione PD            | Sindaco          |      |
| 4 ottobre 2021   | in carica        | Elena Nappi         | lista civica di centro-sinistra Castiglione futura | Sindaco          |      |

### Consolati
Presso la frazione di Riva del Sole ha avuto sede dal 1960 al 2022 una delle sedi del consolato svedese in Italia.

## Sport
A Castiglione della Pescaia, lo sport più rappresentativo è l'hockey su pista. La squadra locale è l'Hockey Club Castiglione, che milita nel massimo campionato italiano di serie A1.
Per quanto riguarda il calcio, la principale squadra del comune è il Gruppo Sportivo Castiglionese, iscritta alla Prima Categoria, ha sempre partecipato a campionati dilettantistici e disputa le gare casalinghe allo stadio comunale "Irio Valdrighi". Altre società calcistiche sono la l'A.S.D. Libero Punta Ala FC, militante in Terza Categoria, e la Polisportiva Etrusca Vetulonia 1963 non più attiva.
Ha sede nella frazione di Punta Ala il Golf Club Punta Ala, con un percorso di 18 buche. Sempre a Punta Ala si trova lo Yacht Club Punta Ala, spesso sede di regate veliche di varie classi.